# فيليكس كيرستن
فيليكس كيرستن (بالفنلندية: Felix Kersten؛ بالسويدية: Felix Kersten) هو مقاوم وطبيب سويدي وفنلندي، ولد في 30 سبتمبر 1898 في تارتو في إستونيا، وتوفي في 16 أبريل 1960 في مدينة هام في ألمانيا بسبب نوبة قلبية.

## وصلات خارجية
- فيليكس كيرستن على موقع مونزينجر (الألمانية)